# 张秀萍
张秀萍（1965年2月—），女性，山西人，毕业于山西大学科技哲学研究所科技哲学专业，曾担任曾任山西省纪委副秘书长、监察综合室主任、常委，中共晋中市委副书记，2014年8月，她被中纪委调查，澎湃新闻称其或与金道铭有关系。2014年11月，因“利用职务便利，为他人谋取利益，非法索取、收受他人财物，且数额巨大，情节严重；收受礼金；与他人通奸”等罪被移送司法机关处理。

## 生平
1965年12月，张秀萍出生在山西省山阴县。张秀萍毕业于山西大学科技哲学研究所科技哲学专业，拥有哲学博士学位。
1985年6月，张秀萍加入中国共产党，1989年7月参加工作。
1989年7月到1995年1月，张秀萍在朔州市委组织部工作。1998年4月，张秀萍升任朔州市委办公室副主任。
2000年3月，张秀萍调入中共山西省纪委、监委工作，2002年8月担任中共山西省纪委、监委监察综合室主任。
2006年10月，张秀萍担任中共山西省纪委常委。
2013年4月到2014年8月，张秀萍升任中共晋中市委副书记。
2014年8月，她被中纪委调查。2014年11月，因“利用职务便利，为他人谋取利益，非法索取、收受他人财物，且数额巨大，情节严重；收受礼金；与他人通奸”等罪被双开，然后移送司法机关处理。